# Metamorfisme
El metamorfisme és un dels principals processos geològics interns implicats en el cicle de les roques i en la formació de relleu. Les roques a causa del fet que queden sotmeses a un augment de la pressió i la temperatura, canvien la disposició i composició dels seus components químics.
La pressió reorienta els minerals que componen la roca original perpendicularment a la direcció en què actua la pressió.
El canvi de composició es deu al fet que, sota les noves condicions de pressió i temperatura, els minerals que constitueixen la roca original són inestables. En conseqüència, reaccionen entre si per donar nous minerals que tinguin una composició química estable sota les noves condicions.

## Tipus de metamorfisme
- Metamorfisme tèrmic. Es produeix quan el factor fonamental dels canvis és l'augment de temperatura. Un cas particular de metamorfisme tèrmic és el metamorfisme de contacte. Quan un magma queda encaixat entre roques sòlides irradia quantitats importants de calor. Aquesta calor metamorfitza les roques sòlides que estan en contacte amb el magma.
- Dinamometamorfisme. Es produeix per la fricció deguda al moviment de blocs de roques, fet que origina un augment de pressió.
- Metamorfisme regional. Es produeix quan augmenta la temperatura i la pressió a què estan sotmeses les roques a causa del pes de les que tenen a sobre. Afecta els conjunts de roques soterrats a certa profunditat.

## Agents del metamorfisme
Els agents que intervenen en el metamorfisme són la calor, la pressió, la presència de fluids, la naturalesa prèvia de la roca que es veurà afectada i el temps.
- La calor pot provenir del contacte amb un magma en migració, de la fricció entre plaques tectòniques o del pes associat a un enterrament profund, el qual produeix compactació per recristal·lització que dissipa energia en forma de calor. L'existència d'altes temperatures fan que les roques a les que estan sotmeses es mantinguin sòlides.
- La pressió pot ser vertical i derivar de l'enterrament, o tenir una altra direcció i deure a la convergència de plaques o l'acció de falles.
- Els fluids circulants deriven de la diferenciació de magmes ascendents, o són dissolucions aquoses alimentades des de la superfície però escalfades en regions profundes. Encara que la composició es basa en l'aigua, substàncies dissoltes en ella poden tenir un paper fonamental en la transformació química de les roques.
- La composició inicial de la roca és important. Una gres amb gran quantitat de quars subjecta a condicions altes de pressió i temperatura es convertirà en una quarsita, però si la roca inicial és una calcària, es convertirà en un marbre.
- El temps és un factor important, ja que hi ha processos metamòrfics que ho requereixen.